# Ranunculus laxus
Ranunculus laxus är en ranunkelväxtart som beskrevs av Merrill. Ranunculus laxus ingår i släktet ranunkler, och familjen ranunkelväxter. Inga underarter finns listade i Catalogue of Life.